# Ла Пјана (Казерта)
Ла Пјана је насеље у Италији у округу Казерта, региону Кампанија.
Према процени из 2011. у насељу је живело 23 становника. Насеље се налази на надморској висини од 276 м.